# Fueled by Fire
Fueled by Fire est un groupe de thrash metal américain, originaire de Norwalk, en Californie. Le groupe fait partie de la vague du revival thrash, c'est-à-dire qu'il s'inspire grandement des groupes de thrash metal des années 1980 comme Slayer ou Destruction.

## Biographie
Le groupe est formé en 2002 à Norwalk, en Californie, par Carlos Gutierrez (batterie), Rick Rangel (chant), Adrian Gallego (basse), et Sal Zepede (guitare électrique). Gallego recrute un peu plus tard, Rangel au poste de bassiste et Ray Fiero comme nouveau chanteur. Un peu plus tard vient s'ajouter le bassiste Anthony Vasquez, et Rick Rangel reprend la guitare. Cette formation reste constante jusqu'au départ du chanteur Ray Fiero, en janvier 2004. Le lendemain, le groupe parvient à recruter Jovanny « Gio » Herrera comme nouveau chanteur. Il est également troisième guitariste du groupe. Leur première démo intitulée Life… Death… and FBF, est publiée en avril 2004. Grâce  cette démo, le groupe participe à un concert au Whisky a Go Go à Los Angeles. Ils jouent ensuite à divers concerts à Los Angeles et ses environs avec des groupes comme Exodus, Possessed, Exumer, Heathen, Hallows Eve, Hirax, et Agent Steel.
En 2006, c'est-à-dire quatre ans après leur formation, le groupe, sort enfin un album studio, Spread the Fire qui est ré-édité en septembre de l'année suivante. Peu après la sortie de cet album, le chanteur et guitariste Jovanny « Gio » Herrara, quitte le groupe. Il sera remplacé par le vocaliste Rick Rangel, qui était auparavant le guitariste solo du groupe. Le jeune Chris Monroy intègre le groupe en tant que guitariste. En décembre 2007, ils jouent en tournée américaine avec Scarecrow. En 2008, ils participent au festival Keep It True en Allemagne. En avril 2008, ils jouent en Europe, puis en Amérique avec M.O.D..
Le groupe annonce un deuxième album studio, prévu pour 2010, et intitulé Plunging into Darkness. En 2013, le groupe publie son nouvel album, Trapped in Perdition.

## Membres

### Membres actuels
- Anthony Vasquez - basse
- Rick Rangel - chant, guitare
- Carlos Gutierrez - batterie
- Chris Monroy - guitare

### Anciens membres
- Jovanny « Gio » Herrara - chant, guitare (2004-2007)
- Adrian Gallego - basse
- Sal Zepeda - guitare
- Ray Fiero - chant

## Discographie
- 2006 : Spread the Fire
- 2010 : Plunging into Darkness
- 2013 : Trapped in Perdition